# 1993年世界短道速滑团体锦标赛
1993年世界短道速滑团体锦标赛于1993年3月20日在匈牙利布达佩斯举行。世界短道速滑团体锦标赛由国际滑冰联盟主办，该组织还举办速度滑冰和花样滑冰世界杯和锦标赛。
男队女队分开比，每队四名选手参加500米和1000米，前四名分别获得5、3、2、1分；每队有两名选手参加3000米，前七名分别获得8、6、5、4、3、2、1分；每场预赛由不同国家的选手组成，总成绩最好的四队晋级接力，接力前四分别获得13、7、5、3分；一旦犯规，赋予0分。

## 比赛结果
| 项目 | 金牌                                                                                                | 银牌                                                                                       | 铜牌 |
| 男子 | 義大利 · 米尔科·维耶尔曼 · 奥拉齐奥·法戈内 · 胡戈·赫恩霍夫 · 罗伯托·佩雷蒂 · 迭戈·卡塔尼            | 加拿大 · 弗朗索瓦·德罗莱 · 布莱斯·霍尔贝克 · 帕特里斯·拉普安特 · 西蒙·阿拉德 · 丹尼斯·穆罗 | · 金善台 · 崔光福 · 李承灿 · 全在茂 · 朴世佑                                                                           |
| 女子 | 義大利 · 马里内拉·坎克利尼 · 玛丽亚·罗莎·坎迪多 · 卡蒂亚·莫斯科尼 · 卡蒂亚·科尔图里 · 玛拉·乌尔巴尼 | · 玄惠淑 · 申素子 · 金娜英 · 金润美 · 安尚美                                               | 俄羅斯 · 斯韦特兰娜·戈洛赫玛托娃 · 塔蒂亚娜·内斯特罗娃 · 阿纳斯塔西娅·拉齐娜 · 叶卡捷琳娜·米哈伊洛娃 · 叶莲娜·蒂卡尼娜 |

## 积分排名

### 男子
| 排名 | 国家   | 分数 |
| ---- | ------ | ---- |
| 金牌 | 義大利 | 63   |
| 銀牌 | 加拿大 | 46   |
| 銅牌 |        | 37   |
| 4    | 日本   | 36   |
| 5    | 荷蘭   | 21   |
| 6    | 匈牙利 | 17   |
| 7    | 英国   | 17   |

### 女子
| 排名 | 国家   | 分数 |
| ---- | ------ | ---- |
| 金牌 | 義大利 | 63   |
| 銀牌 |        | 49   |
| 銅牌 | 俄羅斯 | 35   |
| 4    | 加拿大 | 33   |
| 5    | 美国   | 21   |
| 6    | 荷蘭   | 21   |
| 7    | 匈牙利 | 14   |

## 另请参阅
- 1993年世界短道速滑锦标赛